# 夜想曲
夜想曲（やそうきょく）は、性格的小品（主にピアノ独奏曲）の一種。ムツィオ・クレメンティの弟子でアイルランド出身のピアニスト兼作曲家ジョン・フィールドが創始した名称。英語でノクターン（nocturne）、フランス語でノクチュルヌ（nocturne）、イタリア語でノットゥルノ（notturno）。ノットゥルノはまた、セレナードと同様の器楽合奏を意味する場合もある。語源はラテン語で「夜の」または「夜に属する」を意味する形容詞nocturnusであり、これはラテン語で「夜」を意味する名詞noxの語幹noct-から成ったものである。
ショパンは、夜想曲をより自由でロマンティックな楽曲へと発展させた。今日では夜想曲と言えばショパンの一連の作品が最もよく知られている。その他、フォーレやドビュッシーの管弦楽曲が有名である。

## 主な作品

### 独立した「夜想曲」

#### ピアノ曲
- ミハイル・グリンカ
  - 夜想曲『別れ』
- ショパン（21曲） - 夜想曲 (ショパン) を参照。
ショパンの夜想曲はおおむね簡単な三部形式で構成されている。21曲（全21曲）いずれも演奏は比較的簡単でショパン作品の入門としても適当である。作曲者本来の創作意志からは外れてしまう洗練優美な作風のものばかりであるが、発表当時既に多くの支持を集め、未だに衰えがない。時に深刻な展開のもの（ハ短調）もあるが、奏者は優雅さを失うことなく作者の身近な感情を表演するように求められる。
  - 『夜想曲 第2番 変ホ長調』Op.9-2
CMでも多用されており有名な曲である。8分の12拍子で舟歌風の滑らかな旋律が主題になっている。多少装飾をするだけで主題が使い回されるので内容として深刻さはない。演奏編曲が容易であり後に広く愛されるようになった。
  - 『夜想曲 第20番 嬰ハ短調』遺作
ピアノ協奏曲第2番から取ったフレーズがいくつかある。本来は夜想曲として作曲されたものではなく、自身の姉のピアノ練習用に作曲された小品である。感傷的な嬰ハ短調の後に協奏曲2番の終楽章第二主題が登場するが、最初の版ではクロスリズム（右手が3拍子（原曲と同じ）、左手が4拍子）となる（改訂版では右手も4拍子に変えられている）。途中マズルカのリズム（こちらは歌曲『願い』からの引用）に変わってから第一部が再現する。コーダは音階を基調にした技巧の見せ場で長調（嬰ハ長調）で終止する。
- リスト
  - 『愛の夢、3つの夜想曲』第3番
3曲とも歌曲から編曲したもの。第3番は『おお、愛しうる限り愛せ』（詩：フェルディナント・フライリヒラート）
  - 『ジュネーヴの鐘: 夜想曲』（巡礼の年 第1年の1曲）
- ガブリエル・フォーレ
  - 夜想曲（全13曲）
- エリック・サティ
  - 5つの夜想曲（1919）
- アレクサンドル・スクリャービン（5曲）
  - 『左手のための前奏曲と夜想曲』Op.9——作曲者が右手を痛めたときに作曲。
- フランシス・プーランク（9曲）
- グスターヴ・ホルスト
- バルトーク・ベーラ
  - 夜想曲（ミクロコスモス4巻・No.97）

#### 管弦楽曲
- フレデリック・ディーリアス：夜想曲『パリ:大都会の歌』
- クロード・ドビュッシー：『夜想曲』

#### 室内楽曲
- フランツ・シューベルト：ピアノ三重奏曲『ノットゥルノ』(D 897)

### 楽曲の一部としての「夜想曲」
- ボロディン：弦楽四重奏曲第2番の第3楽章
- ショスタコーヴィチ：ヴァイオリン協奏曲第1番の第1楽章
- ヴォーン・ウィリアムズ：ロンドン交響曲(交響曲第2番)の第3楽章